# Claudia Malzahn
Claudia Malzahn (ur. 23 sierpnia 1983) – niemiecka judoczka, brązowa medalistka mistrzostw świata w kategorii do 63 kilogramów.
Na Mistrzostwach Europy zdobyła dwa medale: w Rotterdamie (2005) i w Lizbonie (2008). Druga na akademickich MŚ w 2004 roku. Startował w Pucharze Świata w latach 2001–2012.
Siostra Luise Malzahn, judoczki i olimpijki z 2016 roku.